# 436 î.Hr.

## Evenimente
- Ca urmare a vizitei lui Pericle la Marea Neagră, o mare colonie ateniană este fondată la Amfipoli. Corintul consideră că este presat în mod indirect de Atena.

## Nașteri
- dată necunoscută: Isocrate orator din Grecia antică (d. 338 î.Hr.)
- dată necunoscută: Artaxerxes al II-lea  (d. 358 î.Hr.)

## Legături externe
Materiale media legate de 436 î.Hr. la Wikimedia Commons